# ستيف ميرفي (نقابي)
ستيف ميرفي (بالإنجليزية: Steve Murphy)‏ هو نقابي بريطاني، ولد في 8 أبريل 1961.